# La venganza (telenovela estadounidense)
La venganza es una telenovela colombiana producida por  RTI Televisión  para el mercado internacional, para Telemundo y Caracol Televisión entre 2002 y 2003. La telenovela es una historia original de Humberto "Kiko" Olivieri. 
Protagonizada por Gabriela Spanic y José Ángel Llamas, y las participaciones antagónicas de Catherine Siachoque, Jorge Cao y el primer actor Carlos Duplat. Además contó con la actuación estelar de la primera actriz Margalida Castro, Natasha Klauss, Orlando Miguel y Marcela Carvajal, así como la actuación especial de María Elena Döehring.

## Sinopsis
Helena Fontana, hija del adinerado mafioso Danilo Fontana y enferma del corazón, ha sido víctima no sólo de sus constantes infartos, sino también de las tragedias que ha vivido alrededor de su vida.
Años atrás, Helena vivió un romance secreto con Marco Tulio Valerugo, hijo de Fernando Valerugo, el peor enemigo de Danilo. Los dos tuvieron una hija, pero Marco Tulio, tratando de sacar a Helena y a su hija del hospital, murió en medio de un fuerte tiroteo, mientras que Helena sufrió un nuevo ataque al corazón. Entonces Teobaldo, hombre de confianza de Danilo, aprovechó la ocasión para hacer desaparecer a la recién nacida y así evitar mezclar su sangre con la de su enemigo. Cuando Helena se recuperó, le hicieron creer que su niña también murió, por lo que ella se sentiría culpable el resto de su vida. 
Veinticinco años después, Helena, ya mayor, administra los negocios de su padre y tiene una relación amorosa con Luis Miguel Ariza, protegido de Danilo y a su vez padre de Mariángel, una niña de 11 años que presenta un trastorno de personalidad y a quien Helena ama profundamente. Helena y Luis Miguel están próximos a casarse. 
La desgracia aún se cierne con la llegada de Grazzia, hermana menor de Helena, que odia a Helena por tener el cariño de su padre, lo que la ha convertido en ambiciosa y egoísta. Además, poco antes, Grazzia había tenido una relación con Luis Miguel durante un viaje en barco, cuando este celebraba su despedida de soltero. Sin embargo, la boda de Helena coincide con el día de la desaparición de su hija por lo que durante 10 años Helena ha recurrido a Tobago Christmas, una falsa médium que le hace creer que la hace comunicar con el alma de su hija. Aunque la mujer sólo le saca dinero, se dice a sí misma que, en el fondo, la farsa es un consuelo para Helena, porque se ha obsesionado en creer que hace contacto con el alma de su bebé muerta y esto alivia en cierto modo su pena.
Paralelamente, una hermosa joven de nombre Valentina, que vive con su madre adoptiva, Yolanda 'Yaya' Díaz, en una humilde casa, cerca de la playa, trabajando para Fernando Valerugo como boxeadora, un negocio en el que Valerugo gana millones junto con su hijo menor, Alfredo, quien ha recibido poco cariño en comparación con el fallecido Marco Tulio. Valentina tiene una relación con Felipe Rangel, cuñado del segundo matrimonio de Fernando, sin sospechar ninguno que Valentina es en realidad la hija perdida de Helena Fontana. 
Felipe y Valentina están decididos a casarse y huir, pero antes de llevar a cabo sus planes, un turbio acontecimiento causa la muerte de la madre de Felipe, quien le cuenta la verdad de quien es Valentina en realidad, ya que ella era la enfermera que por salvar a Valentina la entregó a Yolanda.
Mientras tanto se efectúa la boda entre Luis Miguel y Helena. Luis Miguel confronta a Grazzia, quien lo chantajea con contarle a Helena lo sucedido en la noche anterior en el barco. Helena, al oír la conversación, sufre un fuerte ataque cardíaco que acaba con su vida sintiéndose traicionada por su hermana y por su efímero esposo. Por otro lado durante una pelea de boxeo en la que Fernando le había exigido perder a Valentina quien solo había tenido triunfos antes. Valentina aquejada por varios problemas cae por knock out frente a su contrincante perdiendo la vida. El alma de Helena reencarna en el cuerpo de Valentina sin memoria y confundida. La muerte y reencarnación de Helena llega como visión a Tobago viendo que su nuevo cuerpo era el de una mujer más joven y hermosa. Helena se da cuenta de que es ella misma en otro cuerpo y busca a Tobago quien termina por convencerse de que es Helena al confirmar la visión que había tenido antes. Helena, en el cuerpo de Valentina, solo siente que tiene un motivo para vivir que justifique la segunda oportunidad que le ha dado la vida. Vengarse de su esposo y de su hermana por la horrible traición que la llevó a la muerte. Pero Tobago le advierte que debe averiguar y descubrir a quien pertenecía este cuerpo cuya alma en algún momento va a reclamar.
Desde entonces Helena en el cuerpo de Valentina decide vivir una doble vida; Logra entrar a trabajar en su propia casa como la nana de Mariangel además de ser la asistente de Luis Miguel, a quien va a enamorar, como parte de su venganza, al mismo tiempo que comienza un minucioso juego de acoso y tormento contra Grazzia, quien desconfía de ella notando el vivo retrato de su fallecida hermana. Pero la vida le depara una nueva sorpresa a Helena-Valentina; logra escuchar en una conversación de su padre que la hija que ella creía muerta nunca murió y decide buscarla. Algunos detalles la llevan a acercarse a la familia Valerugo y es allí donde Felipe la encuentra de nuevo y la mujer entiende que el cuerpo que ocupa pertenece a ese lugar. Pero aun así Danilo le ordena a sus hombres de confianza asesinar a la hija de Helena.
Helena decide moverse con cautela por ambos mundos opuestos con el fin de buscar a su hija. Enamora a Luis Miguel pero ella vuelve a enamorarse de él notando que es un hombre de buen corazón víctima de las maquinaciones de Grazzia quien investiga su relación con los Valerugo, además de sostener una relación con Fernando.
Al buscar a su hija encuentra dos posibles opciones; Adoración, quien resultaría ser la hija de MariaTé, la empleada de Fernando y el hermano de este; el sacerdote Sebastián Valerugo. La segunda es Giovanna Alfieri quien también resultaría ser hija de un empresario naviero y ahijada de Fernando. Helena-Valentina descubre entonces que el cuerpo que ocupa es el cuerpo de su propia hija. A través de Tobago y después de varios intentos, Helena logra contactar el alma de su hija, pedirle perdón y ofrecerle su cuerpo de nuevo. Valentina comprende desde el Más Allá lo que su madre ha sufrido y no quiere quitarle esta segunda oportunidad.  Sin embargo Helena busca otra vez a Felipe para romper su compromiso con Giovanna, intentando proteger lo que fuera el amor de su hija, a quien quiere devolverle su cuerpo y la vida.
Helena se sume en un profundo dolor, atrapada entre Felipe y Luis Miguel, el hombre que ama, ya convencida de que en él nunca hubo una verdadera traición y que todo fue una manipulación de su hermana Grazzia.

## Reparto
- Gabriela Spanic - Valentina Díaz / Helena Fontana /  Valentina Valerugo Fontana /
- José Ángel Llamas - Luis Miguel Ariza / Luis Miguel Santaela
- Catherine Siachoque - Grazzia Fontana Visso
- María Elena Döehring - Helena Fontana Visso / Helena Fontana Fernández
- Jorge Cao - Fernando Valerugo
- Natasha Klauss - Sandra Guzmán
- Ana María Abello - Adoración Valerugo Domínguez
- Orlando Miguel - Felipe Rangel
- Bárbara Garofalo - Mariángel Ariza
- Carlos Duplat - Danilo Fontana
- Margalida Castro - Concepción Fernández
- Marcela Carvajal - Raquel Rangel de Valerugo
- Guillermo Gálvez - Armando Serrano
- Andrea Martínez - Valeria Fontana Valerugo
- Luz Stella Luengas - Yolanda Díaz "Yaya"
- Nury Flores - Tobago Christmas
- Millie Ruperto - Bernardina Pérez "Brenda Lee"
- Carlos Rodríguez - Miguel Valerugo Rangel
- Vanessa Simon - Giovanna Alfieri
- Sebastián Devia - Andrés Valerugo
- John Ceballos - Rosario Paricua
- Andrea Llanez - Verónica Domínguez
- Linda Martínez Acevedo - Mónica Rangel
- Pedro Rendón - Francisco Díaz "Paquito"
- Yury Pérez - Franky García
- Víctor Rodríguez - Jovito Matute
- Naren Daryanani - Alfredo Valerugo
- Ivette Zamora - María Teresa "Mariaté" Carballo
- Katalina Krueger - Gabriela Santos
- Martha Mijares - María Teresa Hernández
- Julio del Mar - Padre Sebastián Valerugo
- Carlos Barbosa - Numa Pompeyo / Aurelio Santaela
- Miguel Alfonso Murillo - Americio Montalva / Padre Cumbaya / Marco Tulio Valerugo
- Maria Margarita Giraldo - Matilda Gómez
- Martha Picanes - Raquel Martínez
- Germán Rojas - Leonardo Michelotto
- Milena Arango - Selma
- Germán Arias - Capitán García
- Jackeline Aristizábal - Gladys
- Yazmid Ayala - Aminta
- Rosemary Bohórquez - Clara Noyo
- Julio Correal - León
- Julio Escallón - Cirilo Coromoto Domínguez
- Claudio Fernández - Tramonti
- Natalia Gutiérrez - Noemí
- Felipe W. Hencker - Dr. Rodolfo Caicedo
- Rebeca López - Juez
- Maryluz Attorney - Amparo Cortosse
- Olga Cecilia Mendoza - Olga
- Orlando Patiño - Dr. Tortosa
- Martha Lucía Pereiro - María Luisa Arciniegas
- Antonio Puentes - Dr. Tablante
- Carlos Vicente Puentes - Ovidio
- José Quiroga - Jairo Lecuna "El Indio"
- Cecilia Ricardo - Leonora de Serrano
- Raúl Santa - Teobaldo Carmona
- Julio Sastoque - Sixto "El Gordo"
- Laura Suárez - Ximena María Benavides de Ariza
- Siguifredo Vega - Juez Montilla
- Alexander Rodríguez - Leonardo Michelotto (joven)
- Alejandro Tamayo - Enfermero en la clínica siquiátrica
- Sebastián Boscán - Marco Tulio Valerugo
- Fernando Corredor - Socio viejo en la empresa de Valentina
- Jaime Rayo - Fabrizzio
- Sandra Pérez - Lucia
- Andrés Felipe Martínez - Oscar
- Néstor Alfonso Rojas - José María 'El Limpiador
- Adrián Jiménez - Fotógrafo

## Premios

### PremiosTVyNovelas 2004
- Villana favorita: Catherine Siachoque
- Villano favorito: Jorge Cao
- Actriz de reparto favorita: Natasha Klauss

### Premios INTE 2003
- Nominación a mejor telenovela
- Nominación a mejor actriz protagónica Gabriela Spanic
- Mejor actor protagónico José Ángel Llamas
- Nominación a mejor actriz de reparto Catherine Siachoque